# Protopithecus
Protopithecus (il cui nome significa "prima scimmia") è un genere estinto di scimmia del Nuovo Mondo di grandi dimensioni vissuto durante il Pleistocene superiore, circa 0.126–0.012 milioni di anni fa, i cui fossili sono stati ritrovati nelle caverne di Toca da Boa Vista in Brasile, così come in altri luoghi del paese. Nello stesso sito di Toca da Boa Vista sono stati anche scoperti i fossili di un'altra grande scimmia atelina, ma meno robusta, Caipora.

## Descrizione
Con un peso stimato di 22,6 chilogrammi (50 libbre), Protopithecus rappresenta la più grande scimmia del Nuovo Mondo conosciuta. Con braccia leggermente più lunghe delle gambe, Protopithecus aveva probabilmente un aspetto simile a quello delle scimmie ragno, sebbene le ossa degli arti fossero quasi il doppio di spessore. La sua testa, invece, era più simile a quella di una scimmia urlatrice, che presenta una mascella inferiore protesa in avanti per fare spazio alla grossa golare delle dimensioni di una mela, con cui producono il loro iconico richiamo. In quanto tale, Protopithecus stesso potrebbe essere stato in grado di emettere versi simili.

## Classificazione
Protopithecus fu il primo primate fossile proveniente dalle Americhe a venire descritto, nel 1838. Tuttavia, gli unici resti noti erano un femore e un omero parziali; solo in seguito venne descritto uno scheletro completo, proveniente da una grotta nello stato di Bahia (la stessa località dove furono rinvenuti i primi fossili). Protopithecus è considerato un membro dei Platyrrhini, ma il suo scheletro mostra una curiosa combinazione di caratteristiche, presentando caratteristiche presenti sia nelle scimmie ragno che nelle scimmie urlatrici. Sebbene strettamente imparentate, le scimmie urlatrici e le scimmie ragno si sono separate dal loro antenato comune molto prima dell'evoluzione di Protopithecus. Ciò significa che le caratteristiche distintive di queste scimmie moderne si sono evolute più di una volta.

## Paleobiologia
Sebbene le sue grandi dimensioni abbiano indotto a supporre uno stile di vita parzialmente o principalmente terrestre, Halenar (2011) nei suoi studi non ha trovato alcun adattamento alla locomozione terrestre nello scheletro di Protopithecus, che mostra invece una morfologia caratteristica delle scimmie arboricole, sebbene, dato il peso stimato, è improbabile che fosse in grado di nutrirsi mentre rimaneva sospeso dai rami, come i generi Ateles e Brachyteles. È possibile, quindi, che si trattasse di un quadrupede arboricolo in grado di muoversi anche a terra nei momenti di necessità, paragonabile ad un ominide o ai grandi lemuri estinti del Madagascar.

## Paleoecologia
Altri animali fossili ritrovati a Toca da Boa Vista includono un altro grande atelide, Caipora bambuiorum, così come l'orso Arctotherium brasiliensis, i bradipi terricoli Catonyx cuvieri e Nothrotherium maquinense, il pipistrello vampiro Desmodus draculae, il canide Protocyon troglodytes, il machairodonte Smilodon populator, formichieri giganti, pecari dal collare, volpi e procioni cancrivori, puzzole delle amazzoni e guanachi.
Non è chiaro in che ambiente vivesse Protopithecus. Originariamente, si pensava che durante il Pleistocene superiore la maggior parte del Brasile fosse ricoperta da una vegetazione tropicale aperta a cerrado; tuttavia, se Protopithecus e Caipora fossero stati effettivamente scimmie arboricole, la loro presenza suggerisce che la regione presentasse anche una fitta foresta chiusa durante questo periodo. È possibile che la regione presentasse un ambiente alternato tra savane aperte e secche e foreste umide chiuse durante il cambiamento climatico del Pleistocene superiore.

## Curiosità
Tra il 1917 e il 1920 una spedizione capitanata dallo svizzero Francois de Loys uccise uno strano primate al confine tra Colombia e Venezuela. L'animale, di cui non rimane che una fotografia, assomiglia incredibilmente a una scimmia ragno, ma secondo i resoconti aveva un'altezza di almeno un metro e mezzo, ben superiore a quella degli ateli attuali. Secondo de Loys il primate era anche privo di coda, e quindi costituirebbe una sorta anello mancante tra le scimmie del Nuovo e le scimmie antropomorfe del Vecchio Mondo. L'esemplare ricevette anche un nome scientifico, Ameranthropoides loysi. Molti dubitarono di questa scoperta, speculando che si trattasse di una scimmia ragno, mentre altri ipotizzarono che potesse trattarsi di una forma gigante, affine a Caipora e Protopithecus.
Uno scritto datato 1962, firmato da Enrique Tejera, uno dei partecipanti alla spedizione di De Loys, e apparso nel 1962 sul giornale Diario El Universal di Caracas sembra tuttavia dirimere definitivamente la questione, attestando la tesi del falso.
Tejera afferma che la scimmia altro non era che una scimmia ragno addomesticata, che era stata regalata a De Loys dopo che, per una malattia, le era stata amputata la coda. Tempo dopo la scimmietta era morta, e De Loys, che Tejera definiva "un burlone", aveva deciso di scattarle una fotografia in posa come se fosse ancora viva. Anche dalla lettera di Tejera emergerebbe che l'autore dello "scherzo" zoologico fosse Montandon, che avrebbe sapientemente ritoccato l'istantanea facendo sparire, nello sfondo, un arbusto dal confronto col quale si sarebbero facilmente potute desumere le piccole dimensioni della scimmia.